# Jul
För andra betydelser, se Jul (olika betydelser).
Jul är en huvudsakligen kristen högtid som årligen firas över hela världen till minne av Jesu födelse, enligt tradition framförallt den 25 december (juldagen). Högtiden förbereds genom advent och avslutas trettondedag jul som firas till minne av att de vise männen kom fram till Betlehem.
Julhögtiden har karaktär av familjehögtid för de flesta människor i kristna länder, men det förekommer också att ensamma bjuds till hemmen. Julfirandet är i dag en blandning av religiösa och sekulära traditioner och skiljer sig mycket runt om i världen. Många firar jul med få, eller inga, religiösa inslag. Tidpunkten för julfirandet har förkristna anor då man inom flera förkristna kulturer firat vintersolståndet, och ordet jul är forngermanskt och förknippat med Oden eller "Julir" alternativt "Julfar", men idag finns mycket liten kunskap om det förkristna julfirandet och mycket få av de förkristna traditionerna har bevarats.

## Etymologi
Ordet jul är ett nordiskt ord med dunkelt ursprung. Det finns inte bara i urnordiskan utan också i gotiskan. Ordet skulle kunna vara av germanskt ursprung, och sannolikt var då den urgermanska formen jehwla. Ordets ursprungliga betydelse är omstridd, men den kan ha betytt "fest" eller "högtid". Genom att jämföra olika språk har man rekonstruerat att det urgermanska ordet var jehwla. Ordet lånades tidigt in i finskan, "juhla" betyder där "högtid". Senare har finskan lånat in ordet en gång till, "joulu" med betydelsen "jul". Uppenbarligen fanns här redan en stor fest, sannolikt i samband med midvintersolståndet, som kallades jul.
Det äldsta belägget för ordet jul kommer från ett fragment Codex Ambrosianus A av den gotiska kalendern som skrevs någon gång på 500- eller 600-talet e.Kr. Fragmentet beskriver slutet på oktober och början på november. Månaden november är överskriven med "Naubaimbair: fruma Jiuleis" vilket kan tolkas som "November: första julmånaden" eller "November: Månaden före jul". Omkring 730 e.Kr. skrev Beda venerabilis att anglosaxarnas kalender har månaden "geola" eller "giuli" som kan motsvara december eller december och januari.
Efter kristendomens införande använde germanerna samma ord för firandet av Jesu födelse som man använt på det förkristna firandet. På 1000-talet i England och 1100-talet i Tyskland började man dock kalla det kristna firandet för "Cristes Mæsse" (Kristi mässa) som blivit "Christmas", respektive "wîhe nah" (vigda natten) som blivit "Weihnachten". I de nordiska länderna behöll man ordet "jul".

## Historia

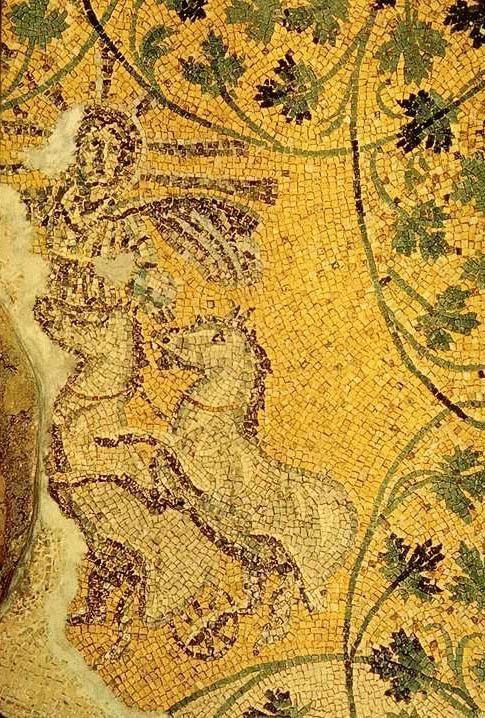
Kristus som Sol Invictus.

Julen har genom historien firats av olika orsaker och därtill förknippats med olika seder. Julen har även äldre, förkristna anor, några av dessa är den romerska religionens Saturnalia[källa behövs] och germanska kulturers förkristna julfirande. I samband med Nordens kristnande kristianiserades det germanska julfirandet, det vill säga kristna traditioner infördes i julfirandet och julfirandet flyttades till den 24-25 december, i enlighet med den romersk-katolska kyrkans tradition. Dock behölls namnet jul för den nya högtiden. I Heimskringla av Snorre Sturlasson benämns Håkon den gode som den som kristnade Norge och ersatte det germanska julfirandet med det kristna. Han stiftade enligt sagalitteraturen även en lag att vid tiden för det nya julfirandet skulle alla dricka öl och fortsätta firandet så länge ölen räckte eller betala böter.

### Högtider som firats kring vintersolståndet
Vid slutet av året firades inom många kulturer/religioner en högtid för att vinna gudarnas välvilja inför det kommande årets skördesäsong.

#### Den persiska guden Mitras födelsedag
I antikens Persien dyrkades solguden Mithra vid sidan om högguden Ahura Mazda. Genom kulturella kontakter spreds i slutet av första århundradet en kraftigt bearbetad mithrasdyrkan till Romarriket, där gudsgestalten fick namnet Mithras. Tvärt emot vad som ofta påstås, firade Mithras-anhängare i Romarriket inte Mitras födelsedag vid vintersolståndet, men däremot firade det romerska kejsardömet i allmänhet den Obesegrade Solens dag några dagar senare, 25/12, fr.o.m. år 274 e.Kr. Romerska mithrasanhängare tänkte sig Solguden som Mithras vän och följeslagare, och de avbildas på antika reliefer bredvid varandra. I dagens Iran firas Mitras födelsedag, Mehregan, den 2 oktober, men skall inte förväxlas med den iranska midvinterfesten Shab-e Yalda (21 december). I samband med kristendomens spridning i Rom kan romerska traditioner ha influerat tidsbestämmelsen för firandet av Jesus födelse.

#### Saturnaliefesten
I antikens Rom hölls i december en fest till guden Saturnus ära, Saturnaliefesten (latin Saturnalia). Då bytte slavar och herrar roller, man gav varandra presenter och en uppsluppen stämning rådde.

#### Dies natalis solis invicti
Sol invictus, latin för "Den obesegrade solen", var en romersk religion relaterad till solguden Elagabalus Sol invictus.
Det finns också belägg för att det i Rom firades en festival den 25 december som kallades Dies natalis solis invicti, "den obesegrade solens födelsedag", till Sol invictus ära. Enligt professor Steven Hijmans finns det dock inget belägg för att detta firande föregår det kristna julfirandet, även om firandet av vintersolståndet på eller omkring den 25 december däremot var väletablerat i Romarriket.

### Den forngermanska och fornnordiska julen

Midvinterblot målning av Carl Larsson i Nationalmuseets trapphall.

Den förkristna julen var både en period och en religiös högtid som firades av de historiska germanska folken under vintern. De tidigaste hänvisningarna till julen är genom germanska månadsnamn Ærra Jéola (före jul) eller Jiuli och Æftera Jéola (efter jul). Forskare har associerat högtiden till guden Oden, hans vilda jakt och den anglosaxiska Modranicht (som inträffade på julafton).
Julens speciella gud var eventuellt Jólnir, som är ett av Odens många namn.
Uttrycket "dricka jul" förekommer för första gången i kvädet Hrafnsmál av Torbjörn hornklove från omkring år 900, där det i sjätte strofen sägs om den krigiske kung Harald Hårfager att han ville "dricka jul" ute på havet.
Julfirandet var enligt Snorre Sturlasson ursprungligen ett blot (offermåltid) vid midvinter, det vill säga mitten av januari, i fornnordisk religion. Den exakta tidpunkten för blotet är omstridd.

### Den kristna julen

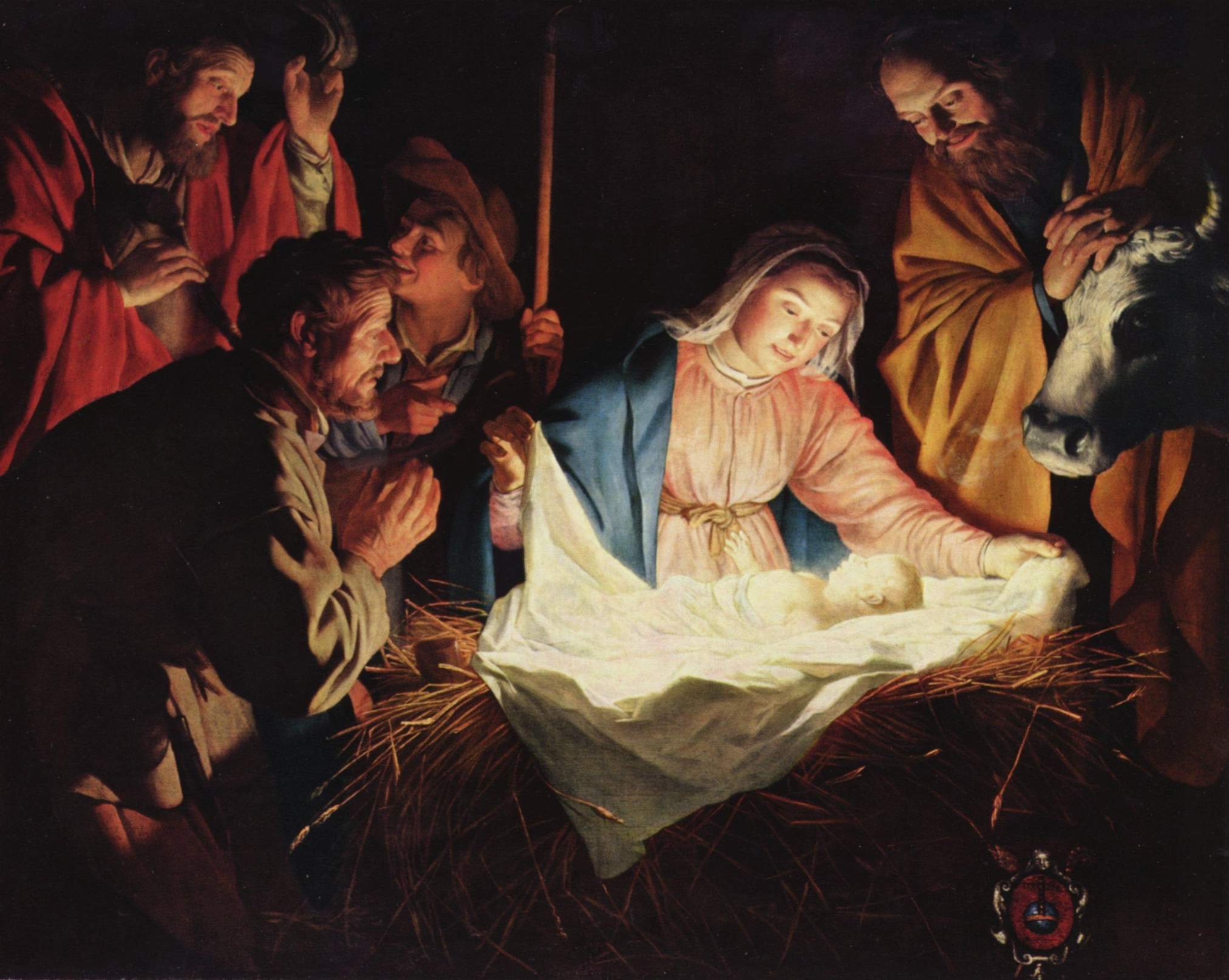
Jesu födelse, målning av den nederländske konstnären Gerrit van Honthorst (1590/1592 – 1596).

Jul kallas på nordiska språk samt finska och estniska även den högtid som kristna firar den 25 december till minne av Jesu födelse natten mellan 24 och 25 december.
Irenaeus (c. 130–202) daterade att Maria blev havande med Jesus den 25 mars samma datum som Jesu korsfästelse enligt den romerska kalendern och att födelsen inträffade nio månader efter, den 25 december. Sextus Julius Africanus (c. 160–c. 240) beskrev år 221 att den 25 december, blivit det mest accepterade datumet bland kristna för firandet av Jesu födelse.
Påven Liberius fastställde datum för juldagen till den 25 december år 354. Enligt en gammal tolkning av 1 Mos. skapades världen vid vårdagjämningen. Den 25 mars betraktades alltså som Marie bebådelsedag och Kristi födelse beräknades till nio månader därefter, 25 december. Firandet av Jesu födelse ersatte företrädesvis det romerska firandet av solguden som hölls vid midvintern, men även andra hedniska folk i västerländerna firade redan sina egna typer av högtider vid midvinter. Övergången från de gamla folkens traditioner och seder till kristendomen underlättades genom att midvinter redan var en högtid som inföll 9 månader efter vårdagjämningen vid tiden runt Kristi födelse. På 300-talet hade dock vintersolståndet och vårdagjämningen flyttats tillbaks ca tre dygn på grund av brister i den julianska kalendern och kejsar Konstantin flyttade då vårdagjämningen (men inte Marie bebådelsedag) till den 21 mars. Ljusets återvändande till jorden efter midvinter har fått symbolisera det andliga tecknet för Jesu födelse. Vintersolståndet infaller därför nuförtiden något tidigare på grund av denna ändring i kalendern.
Den västkristna kyrkan var genom påven Liberius beslut år 354 först med att fastställa juldagen till den 25 december (9 månader efter Marie bebådelsedag) och samtliga länder i väst har denna högtidsdag. Inom den östkristna kyrkan har trettondedag jul, epifania, ofta en starkare ställning än julen. Denna dag firas där till minne av Jesu dop eller hans födelse. Eftersom den kristna julens första helgdag är den 25 december, inleds helgen klockan 18 kvällen innan, därav namnet julafton.

#### Julen i kyrkoåret
Här beskrivs kyrkoåret i västkyrkan. Östkyrkans kyrkoår är liknande.
Kyrkoåret består av två stora cykler - påskcykeln och julcykeln - samt en rad enskilda helgdagar. Varje cykel består av en förberedelsetid, en festperiod och en efterfirningstid. Julcykelns förberedelsetid kallas Advent och efterfirningstiden kallas i katolska kyrkan tiden under året, och i Svenska kyrkan Trettondedagstiden eftersom den följer efter Trettondedagen.
Källor: 

| Typ av tid       | Kyrkoårstid                                                            | Infaller | Liturgisk färg |
| Förberedelsetid  | Advent                                                                 | Fjärde söndagen före Jul - Dagen före Juldagen (24/12)                                                                             | Violett        |
| Festperiod       | Jultiden                                                               | Julafton (kvällen 24/12) - Trettondedag jul 6/1 (katolska kyrkan) Julafton (kvällen 24/12) - Tjugondedag jul 13/1 (Svenska kyrkan) | Vitt           |
| Efterfirningstid | Tiden under året (katolska kyrkan) Trettondedagstiden (Svenska kyrkan) | Tills fastan (katolska kyrkan) eller förfastan (Svenska kyrkan) tar vid. I Svenska kyrkan högst 6 söndagar.                        | Grönt          |

#### Viktiga dagar som räknas till julen
| Dag                                                            | Tema                                                                                        | Bibelreferens                      | Infaller                                                  | Liturgisk färg | Ställning i Stockholms katolska stift | Ställning i Sverige och Finland                                           |
| Jungfru Marie bebådelsedag                                     | Jesu födelse bebådas                                                                        | Luk 1:26-56                        | 25/3 9 månader före Jul                                   | Vit            |                                       | Helgdag till 1952 i Sverige. Firas i Svenska kyrkan på närliggande söndag |
| Juldagen (inklusive Julafton och Julnatten)                    | Jesu födelse                                                                                | Luk 2:1-20 Matt 1:18-25 Joh 1:1-18 | 25/12 (inklusive kvällen 24/12)                           | Vit            | Påbjuden helgdag                      | Helgdag                                                                   |
| Annandag jul (andra dag jul), den Helige Stefanos dag          | Den förste martyren                                                                         | Apg 6:8-8:1                        | 26/12                                                     | Röd            |                                       | Helgdag                                                                   |
| Tredjedag jul Evangelisten Johannes dag                        | Apostladag                                                                                  | Joh 1:1-4                          | 27/12                                                     | Vit            |                                       | Helgdag till 1772                                                         |
| Fjärdedag jul Värnlösa barns dag                               | Barnamorden i Betlehem                                                                      | Matt 2:16-18                       | 28/12                                                     | Röd            |                                       | Helgdag till 1772                                                         |
| Nyårsdagen Åttondedag jul                                      | Guds heliga moder Marias högtid (katolska kyrkan) Jesu namn och omskärelse (Svenska kyrkan) | Luk 2:21                           | 1/1                                                       | Vit            | Påbjuden helgdag                      | Helgdag                                                                   |
| Trettondedag jul Epifania                                      | De vise männen (katolska och svenska kyrkan) Jesu dop (ortodoxa kyrkan)                     | Matt 2:1-12 Matt 3:13-17           | 6/1 (Jesu dop firas i Svenska kyrkan nästföljande söndag) | Vit            | Påbjuden helgdag                      | Helgdag                                                                   |
| Kyndelsmässodagen Jungfru Marie kyrkogångsdag Fyrtiondedag jul | Jesu frambärande i templet 40 dagar gammal                                                  | Luk 2:22-40                        | 2/2                                                       | Vit            |                                       | Helgdag till 1772. Firas i Svenska kyrkan på närliggande söndag.          |

#### Viktiga dagar med koppling till jul
| Dag                                  | Tema                      | Bibelreferens            | Infaller                | Liturgisk färg | Ställning i Sverige och Finland |
| Johannes Döparens dag Midsommardagen | Johannes Döparens födelse | Luk 1:5-25, 39-45, 57-80 | 24/6 6 månader före Jul | Vit            | Helgdag. I Sverige fast helgdag till 1952, därefter närliggande lördag. Temat Johannes Döparens födelse flyttades i Svenska kyrkan till efterföljande söndag med 2002 års evangeliebok. |
| Aposteln Andreas dag                 | Apostladag                | Joh 6:1-13 Matt 4:18-20  | 30/11                   | Röd            | Helgdag till 1772 |
| Aposteln Tomas dag                   | Apostladag                | Joh 20:24-29             | 21/12                   | Röd            | Helgdag till 1772 |

#### Mindre viktiga kyrkliga dagar med koppling till julen
Det finns också kyrkligt sett mindre viktiga dagar som fått en stor folklig betydelse.
- Sankt Nikolaos av Myra firas den 6 december. Han är ett mycket populärt helgon både i öst och väst och firas i många länder denna dag. En tydlig koppling till julen är hans generositet. På engelska heter han Santa Claus och har i populärkulturen kommit att ta gestalten av julklappsutdelare. Han är också delvis förebild för vår nordiska jultomte.
- Sankta Lucia firas den 13 december. I Sverige har ett Luciafirande med svaga kopplingar till helgonet växt fram. Det svenska Luciafirandet är en ljusfest som snarast har koppling till vintersolståndet.

### Nyreligiösa rörelser
I det nyhedniska "keltiska" årshjulet från 1950-talet firar man vintersolståndet 20-22 december vilket, sedan 1970-talet, heter "yule".

## Skillnader när på dygnet julen infaller
Traditionellt skiftar det kristna dygnet motsvarande dagens sekulära kalender kl 18, och så också i Svenska kyrkan, dvs helgmålsringningen som ringer in söndagen sker kl 18 på lördagen i den sekulära gregorianska tidräkningen och söndagen i kyrkan slutar kl 18 på den sekulära söndagen. 
Innebörden är att i Svenska kyrkan startar juldagen med julafton kl 18 den 24 december fram till annandagen kl 18 den 25 december som pågår till kl 18 den 26 december. Dvs man firar inte julafton dagen före juldagen utan juldagens inledning på kvällen den sekulära 24 december. Däremot finns det kyrkor i olika länder som infört det sekulära dygnet och firar alltså juldagen efter kl 00 den 25 december. 
Samtliga Svenska kyrkans helger börjar kl 18 och slutar kl 18 och så också julen, nyår, påsken, pingsten, midsommar och söndagen. 
Därför kommer tomten på kvällen den 24 december i Sverige medan i andra länder först efter midnatt.

### Bakgrund
Skälet att dygnet skiftade kl 18 är att Bibelns Första Mosebokens skapelseberättelse anger "Och det blev afton och det blev morgon, den första dagen." (1 Mos 1:5), är att det är tiden för solnedgången, dvs kl 18 den 1 september då gud skapade världen och den första dygnet inleddes. Varpå samtliga följande dygn logiskt också börjar kl 18, så också juldagen många tusen år senare. 
Utgångpunkten för den judiska och kristna tidräkningen utgår från den judiska kalenderns epok, som motsvarar det beräknade datumet för världens skapelse, se om Anno Mundi. 
- Den hebreiska kalendern Livryat haOlam har sedan medeltiden baserats på rabbinska beräkningar av skapelseåret från den hebreiska masoretiska texten (Tanakh) i bibeln, motsvarar solnedgången på den julianska bakåtinterpolerade kalenderdatumet 6 oktober 3761 f.Kr.[25] Samtliga judiska helger inleds vid solnedgången.
- De tidiga kristna kalendrarna och den bysantinska kalendern Etos Kosmou, som användes tidigare i Bysantinska imperiet, i många kristna ortodoxa länder och i östligt ortodoxa kyrkan baserades på Bibelns Septuaginta text. Den kalendern liknar i stort den julianska kalendern men firar nyår 1 september och årsräkningen Anno mundi utgår från världens skapelse enligt moseböckerna kl 18 (solens nedgång) den 1 september 5509 f.Kr. (Där Västlig kristendom antog den latinska bibelöversättningen Vulgata är snarare enig med den hebreiska masoretiska texten och utgår från världens skapelse enligt moseböckerna den 1 september 3761 f.Kr. Men också den utgår ifrån kl 18 som med hänvisning till solens nedgång i september, som starten för det första dygnet.)

På senare tid har kyrkor i olika länder ändrat kyrkodygnet att vara detsamma som i den sekulära allmänna gregorianska kalenderns dygnsdefinition med start från kl 00 och inte från kl 18.

## Jultraditioner

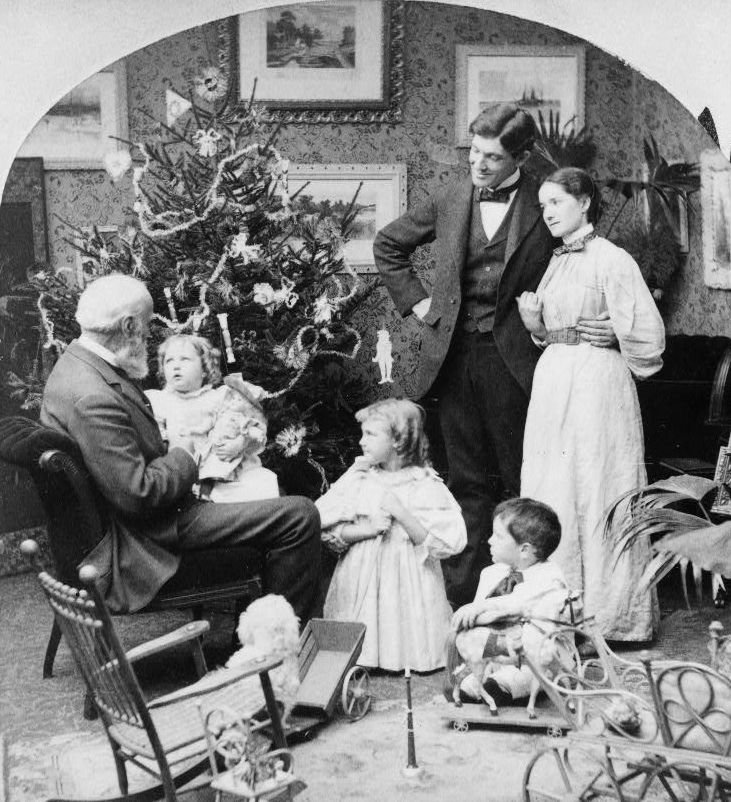
Julfirande i USA, 1897.

### Julgran
Julgranen är en tradition som delvis har sitt ursprung i Tyskland på 1500-talet men som i Norden kanske har förkristna anor, i sin snarlika föregångare julstången. Under 1600- och 1700-talet försågs granen med ljus. När granen kläs är olika i olika länder. Exempelvis sker detta i England i början av december. Att klä granen innebär att man dekorerar den. Dekorationerna varierar från plats till plats och färgas ofta också av familjens egen tradition. I de flesta granar sätts dock ljus, förr stearinljus, numera vanligen elektriska. Färgade glas- eller plastkulor är vanliga.

### Julklapp
Till jul delas det ut inslagna gåvor som kallas julklapp. I Norden, Tyskland, Polen och Österrike öppnas julklapparna på julafton, medan de i många andra länder öppnas på juldagen. Julklapparna kan delas ut av exempelvis en jultomte, läggas under julgranen innan de öppnas eller läggas i en julstrumpa.

### Julmat
Nästan alla större traditioner har sin specifika mat, så även julen. Julmat serveras över hela julhelgen, där varje dag kan ha sin lokala eller regionala tradition. Maten varierar mycket mellan olika länder, i Polen och delar av Tyskland äter man karp, i Nord och Sydamerika äts kalkon och i Sverige äts julskinka.

### Julmusik
I juletider är musik och sång starkt inriktade på jultema. Julskivor spelas in av såväl barnkörer, kyrkokörer och skolkörer som artister och grupper inom pop, rock, country och dansband.

### Julpynt
Till julen dekoreras hus och hem, men även stadens gator och torg, och inte minst varuhus med specifikt pynt som julgran, adventsljusstakar, adventsstjärnor, prydnadstomtar, julbockar, julgardiner, ljusslingor, glitter och julkrubba. Precis som med alla traditioner så skiljer sig julpyntet åt beroende på plats och tid och det går olika moden i pyntet.

### Jultomten
Jultomten är en fiktiv figur som kommer med julklappar i juletid. Han avbildas ofta som en överviktig äldre man med röd luva och långt vitt skägg. Den moderna jultomten är ett konglomerat av traditionella berättelser, mytiska figurer, verkliga personer, samtida berättelser och reklam. Under olika perioder och på olika platser har jultomten framställts på olika sätt och haft olika karaktärsdrag. Uppfattningen om jultomten varierar mellan olika platser beroende på vilka traditionella föreställningar som dominerar, men det har skett en homogenisering genom att vissa bilder och personlighetsdrag reproduceras globalt av exempelvis multinationella företag som Coca-Cola och Disney.

## Nationella traditioner

### Finland
I Finland firas allmänt lilla jul lördagen före första advent. Dagen har dock ingen officiell status. En viktig tradition i Finland är att julfrid utlyses. Denna tradition kan med säkerhet spåras ända tillbaka till 1300-talet då återkommande perioder av fred utlysta av den katolska kyrkan var en tradition vitt spridd över Västeuropa (Treuga Dei) men som bland de sekulära och protestantiska staterna idag bara lever kvar i Finland som en stark tradition. Enligt traditionen började julfreden på Tomasmäss och varade till Tjugondedag jul, brott som begicks under denna tid straffades med dubbelt straff. Idag förkunnas julfreden på julafton då domkyrkans klocka slagit tolv, av stadssekreteraren på balkongen i Brinkala hus vid Gamla Stortorget i Åbo. Texten som läses upp är bevarad som en muntlig tradition från 1600-talet och läses både på finska och svenska. Ytterligare en viktig tradition är Julbastubad, s.k. "Joulusauna". Till skillnad från vanligt bastubad, som oftast sker på kvällstid, sker Julbastubad på dagtid.

### Kina
I Kina firas officiellt ingen jul (undantag är Hongkong och Macau), det kan firas av de trogna kristna i skymundan. På senare år har även kineser som är sekulära eller tillhör en annan trosuppfattning än kristendomen börjat uppmärksamma julen, detta gäller framförallt ungdomar och människor i yngre medelåldern bosatta i de stora städerna längs kusten. Julen har blivit en "modern" och "internationell" helg för de unga som de kan skapa egna nya traditioner kring.
Julfirandets genombrott stöter dock på hinder, mest genom konkurrensen från det kinesiska nyåret (infaller i slutet av januari eller början av februari), som är den högtid som mest liknar den västerländska julen, dels genom pyntningen, dels genom att man då har ledigt och familjerna samlas igen. Regimen i Peking har inte heller genom åren sett på firandet av västerländska eller religiösa högtider med blida ögon.

### Mexiko

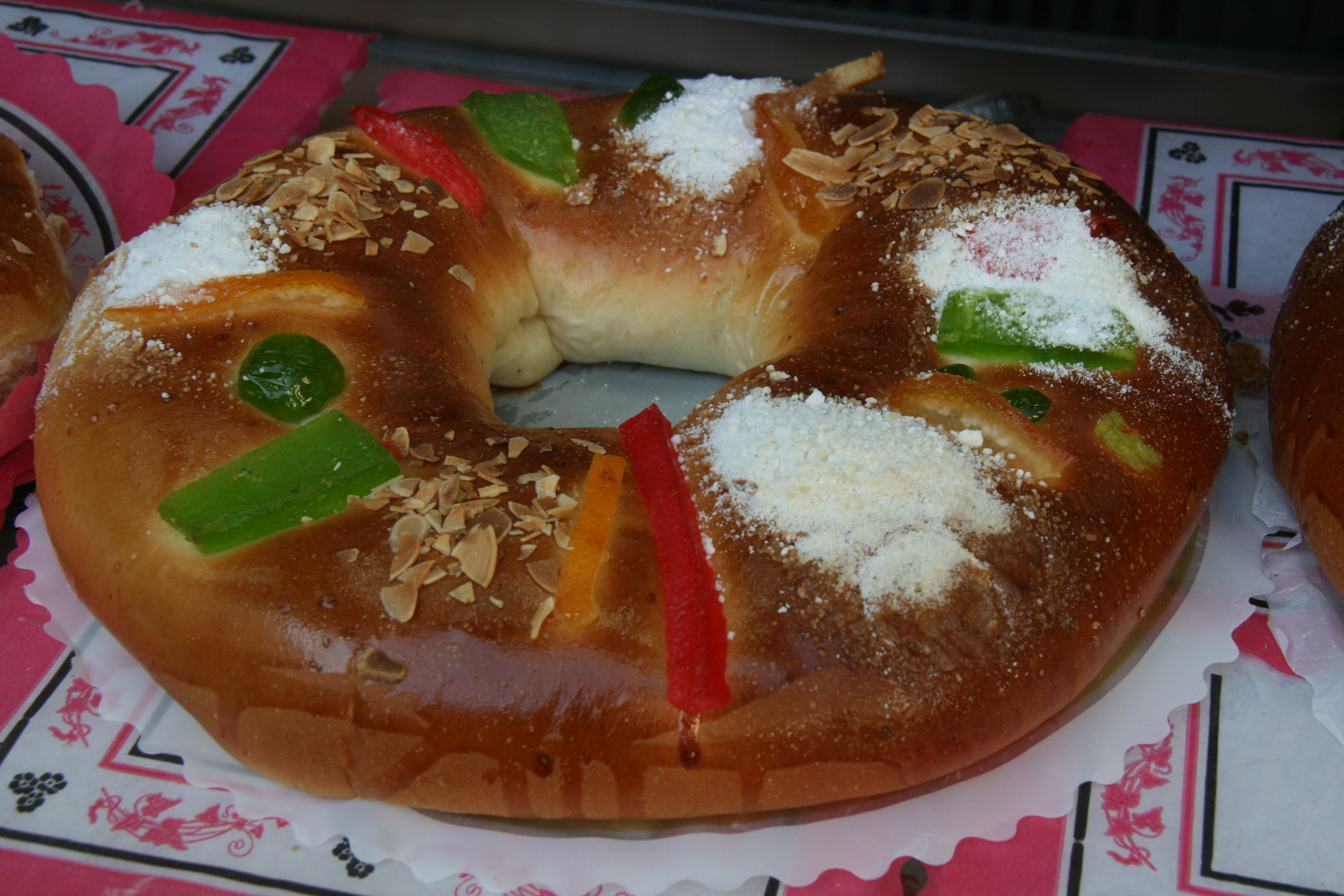
Roscón de Reyes äts på Heliga Tre Konungars dag.

Julhögtiden i Mexiko (Maratón Guadalupe Reyes) omfattar perioden från den 12 december till den 6 januari.
- 12 december Vår Fru av Guadalupe
- 16 december - 24 december Las Posadas
- 24 december firas Nochebuena tillsammans med den sista posadan. Det är familjens dag som börjar med den sista posadan och slutar med en stor middag. Efter middagen ger de vuxna varandra presenter. Dagen avslutas med en midnattsmässa.
- 25 december Kristi Födelse; det är nu barnen får sina julklappar under granen. Det är en ny sed (sedan cirka femtio år tillbaka), tidigare fick de klappar på Sankt Nikolaus dag den 6 december.
- 28 december De oskyldiga barnen i Betlehem
- 31 december Nyårsafton
- 1 januari Nyårsdagen
- 6 januari Heliga Tre Konungars dag då man äter roscón de Reyes.

Källa:

### Sverige

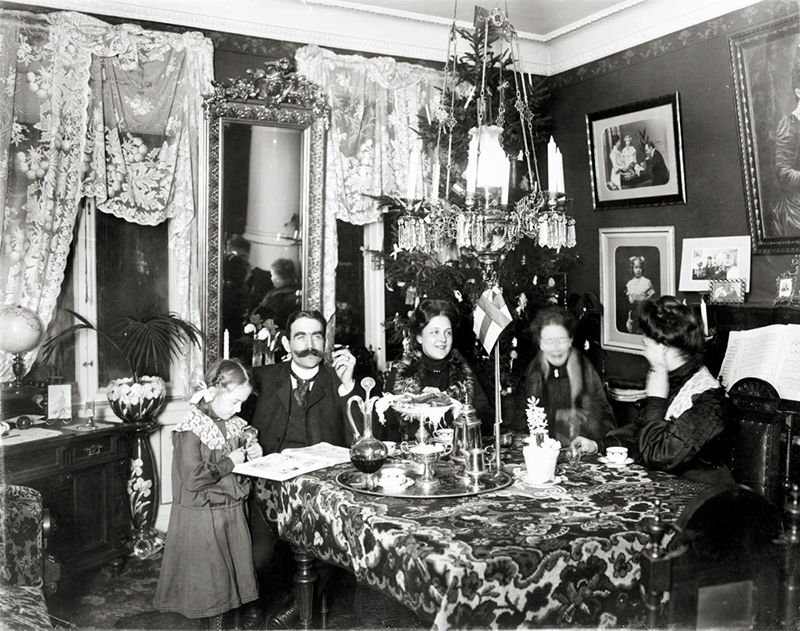
Julfirande, borgerlig hemmiljö runt sekelskiftet 1900. Familj dricker kaffe i salongen. Nordiska museet NMA.0036172

Traditionellt firas den svenska julhögtiden med början den 24 december (julafton), följt av juldagen, annandag jul, mellandagarna, nyårshelgen (där nyårsfirandet normalt inte räknas som en del av julfirandet, även om nyår infaller under juletid och nyårsdagen är en helgdag som firas till minne av Jesu  omskärelse) och trettondagen, och avslutas den 13 januari (Tjugondag Knut) då "julen dansas ut". I Norden överlämnas julklappar under julafton till minne av de tre vise männens presenter - fram till 1800-talet gavs dessa av Julbocken - något som i andra delar av den kristna världen sker vid andra tidpunkter. Det finns en stark tradition att ge gåvor till behövande under jul. I kristendomen är påsken den viktigaste högtiden sett ur teologisk synvinkel, men i bland annat Norden är advent och jul årets viktigaste familjehögtid, och också den tidpunkt på året då flest besöker olika kyrkor.
Julfirandet i Sverige har inslag från asatro och kristendom samt nordiska och germanska traditioner från vikingatiden och framåt. I och med Sveriges kristnande kring mitten av 1000-talet började de kristna och asatroende traditionerna att blandas. De flesta nutida traditionerna härstammar från 1800-talets nationalromantik och 1900-talets amerikanska inflytande.
I Sverige pågår den kristna julen från julaftons kväll, 24 december, till Tjugondedag Knut den 13 januari. ("Tjugonde dag Knut dansas julen ut".) Enligt kristen synvinkel är den viktigaste tiden den fram till trettondagen, 6 januari, men julen pågår enligt kyrkoåret egentligen till och med Kyndelsmässodagen, 2 februari, ursprungligen, men Svenska Kyrkan har flyttat det till närmast liggande söndag.

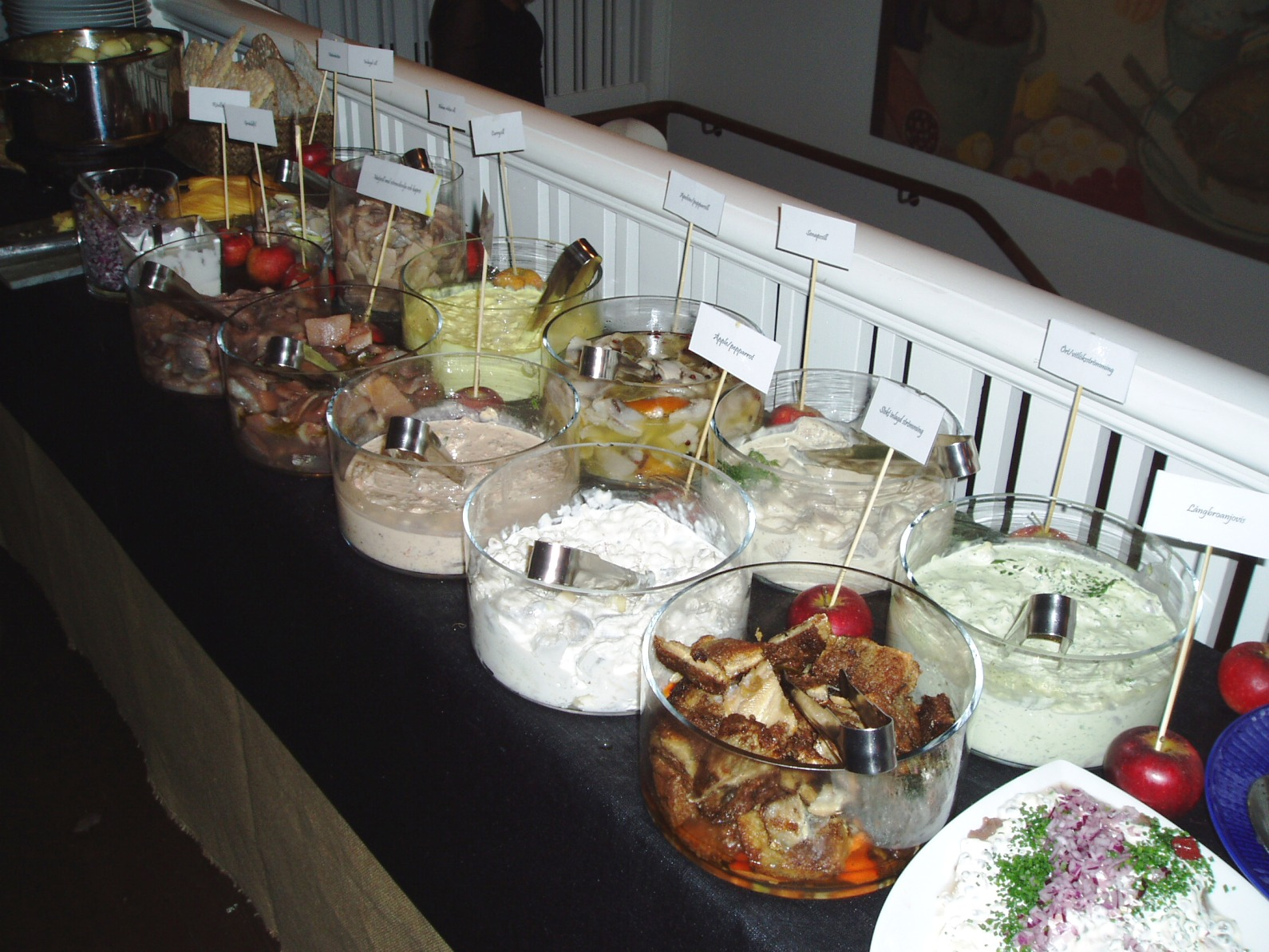
Mat vid julbordet. Olika sorters sill. Den närmast kameran har rödlök på sig. Den bakom är strömming.

I det sekulära svenska utgör adventstiden en slags upptakt inför julen, och julfirandet kulminerar sedan under julafton. I kalendern är julhelgen avslutad med mellandagarna. I det svenska julfirandet ingår en mängd företeelser. Kring mitten av 1700-talet dök de första klädda granarna upp i Sverige. På 1800-talet blev det allt vanligare med julgran i de borgerliga hemmen och man började importera tyska julgransprydnader. Idag kläs granen oftast dagarna före julafton. I Ersta diakonianstalt i Stockholm började man 1870 att varje söndag i advent tända sju ljus i en gran. 1920-1930 ersattes adventsgranen med adventsljusstaken som har fyra ljus. Denna svenska tradition har sedan spridit sig runt om i världen främst genom möbelföretaget IKEA. Julen är förknippad med Lucia, julklappar, pepparkaksbak och julmat, och man brukar städa, stöpa ljus, stoppa korv, koka knäck och annat julgodis, ta fram julprydnader och klä en gran. På senare år har man i Sverige infört traditionen från katolska länder att fira midnattsmässa under natten mellan julafton och juldagen.
Julklappar började delas ut på 1600-talet. Traditionen bjöd att givaren smög fram till mottagarens dörr som man ljudligt klappade på, slängde in gåvan genom dörren för att sedan springa därifrån - vilket är ursprunget till ordet "julklapp". På 1700-talet började man rimma till paketen vilket är en tradition hämtad från antikens Rom. Under 1700-talet utbredde sig traditionen att det var julbocken som delade ut klapparna. Julbocken var helgonet Sankt Nikolaus följeslagare. Firandet av S:t Nikolaus hade försvunnit i samband med reformationen men julbocken levde vidare som julsymbol. Under 1800-talet blev pepparkakor och glögg en del av den svenska jultraditionen och färgen röd blev viktig. Kring slutet av 1800-talet började Jenny Nyström ge ut kort med en ny typ av tomtar och svenskarna började skicka julkort. Kring mitten av 1900-talet började speciella julfrimärken att ges ut. Vid slutet av 1800-talet påbörjades också den sammanblandning av S:t Nikolaus, julbocken och den svenska gårdstomten som kom att bli jultomten vilken tog över julklappsutdelningen.
Under 1900-talet har först radio och sedan TV fått en betydande roll för julfirandet. 1932 lanserades den första adventskalendern i papp och samma år lanserades den första elektriska adventsljusstaken. 1960 sändes Kalle Anka och hans vänner för första gången på julafton vilket sedan blivit en tradition klockan 15 varje julafton. Samma år slog julstjärnan igenom som julblomma. Senare har även Sagan om Karl-Bertil Jonssons julafton blivit en tradition på TV. 1961 sändes den första julkalendern på TV och det förekommer även en i radion.
Andra traditioner är julskyltningen som startar med skyltsöndagen, som oftast ligger redan sista helgen i november, annonskampanjer, julmusik, julmat med bland annat risgrynsgröt, julskinka, julkorv, vörtbröd, julbord, lussekatter, nötter, julmust och julöl, jultidningar och julstädning. Efter julhelgen följer mellandagsrean, som vanligtvis tar slut någon gång i januari.
Jul är i Sverige en familjehögtid. Jultiden har som en följd av det blivit en pina för somliga människor som är ensamstående eller marginaliserade. Många människor känner också stress och oro för att julen ska bli misslyckad, något som bland annat karikerats som "Det farliga kommer" i TV-julkalendern Jul i Mumindalen från 1973 efter Tove Janssons böcker. I mindre orter är de flesta restaurangerna stängda under julhelgen, även på julafton, trots att det inte är en röd dag. Julen är också en tid då många människor ägnar sig åt välgörenhet. Flera ideella organisationer engagerar sig extra under julen och erbjuder ensamma, hemlösa och socialt utslagna julstämning genom att anordna julbord med skänkta livsmedel, kanske åtföljt av underhållning.

## Liknande festligheter
Julfirande eller liknande fanns redan bland flera äldre folk. Några sådana fester är judarnas "chanukka" (tempelinvigningsfest), grekernas "chronia" och romarnas "saturnalia". Nutidens firande baseras på kombinationer av dessa festligheter. Till exempel härrör traditionen att ge julklappar från romarnas saturnalia och att tända ljus från nordbornas jul, såväl som den judiska chanukka. Mörkret är förmodligen upphovet till den nutida skandinaviska traditionen att placera ljusstakar med en rad av ljus (fyra, eller fler) i fönstret under december.
Jehovas vittnen tar avstånd från allt julfirande, liksom från födelsedagsfirande, på grund av att det inom rörelsen uppfattas ha hedniskt ursprung.

## Galleri

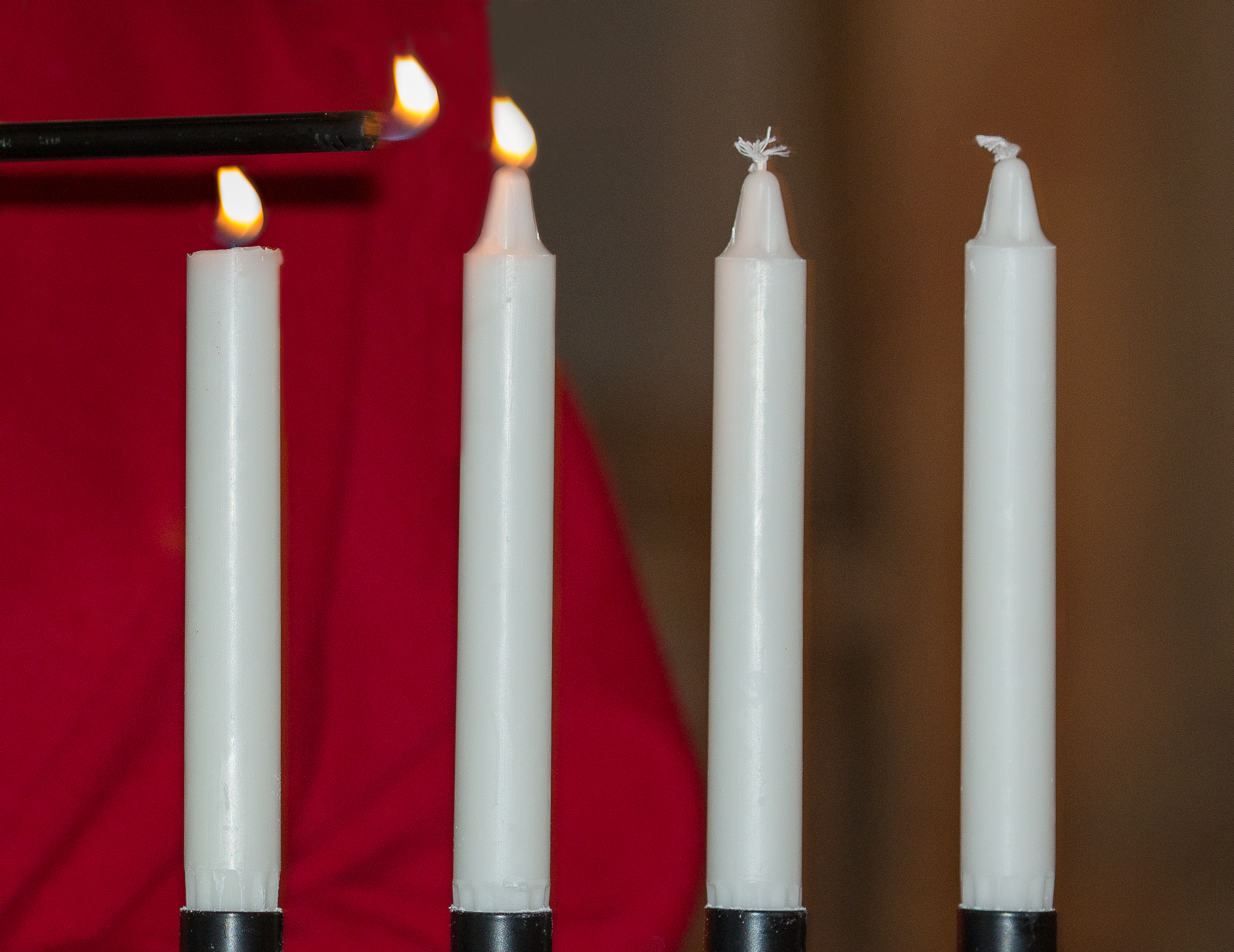
Adventsljusstake med fyra vita ljus
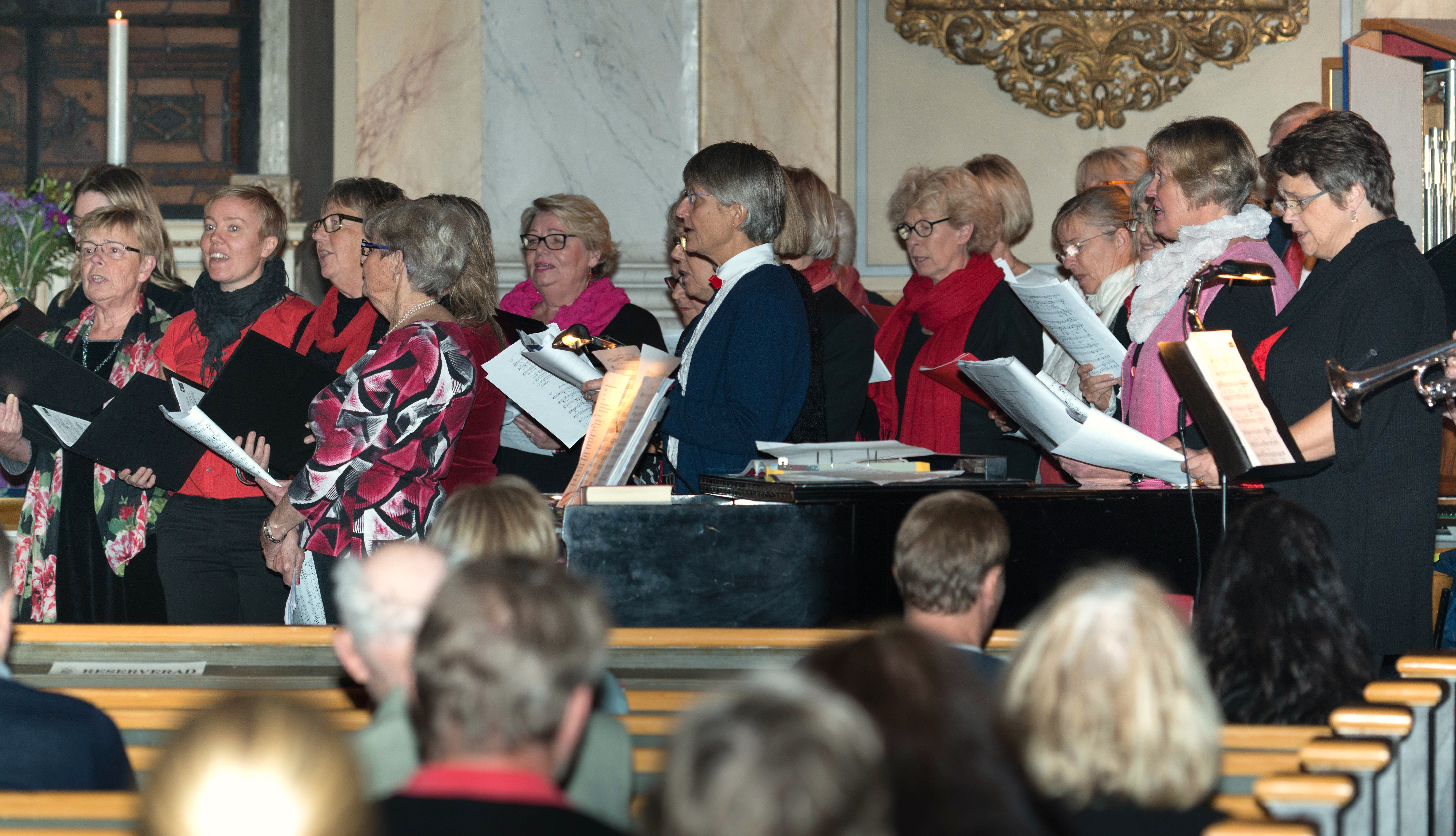
Sång på andra advent.
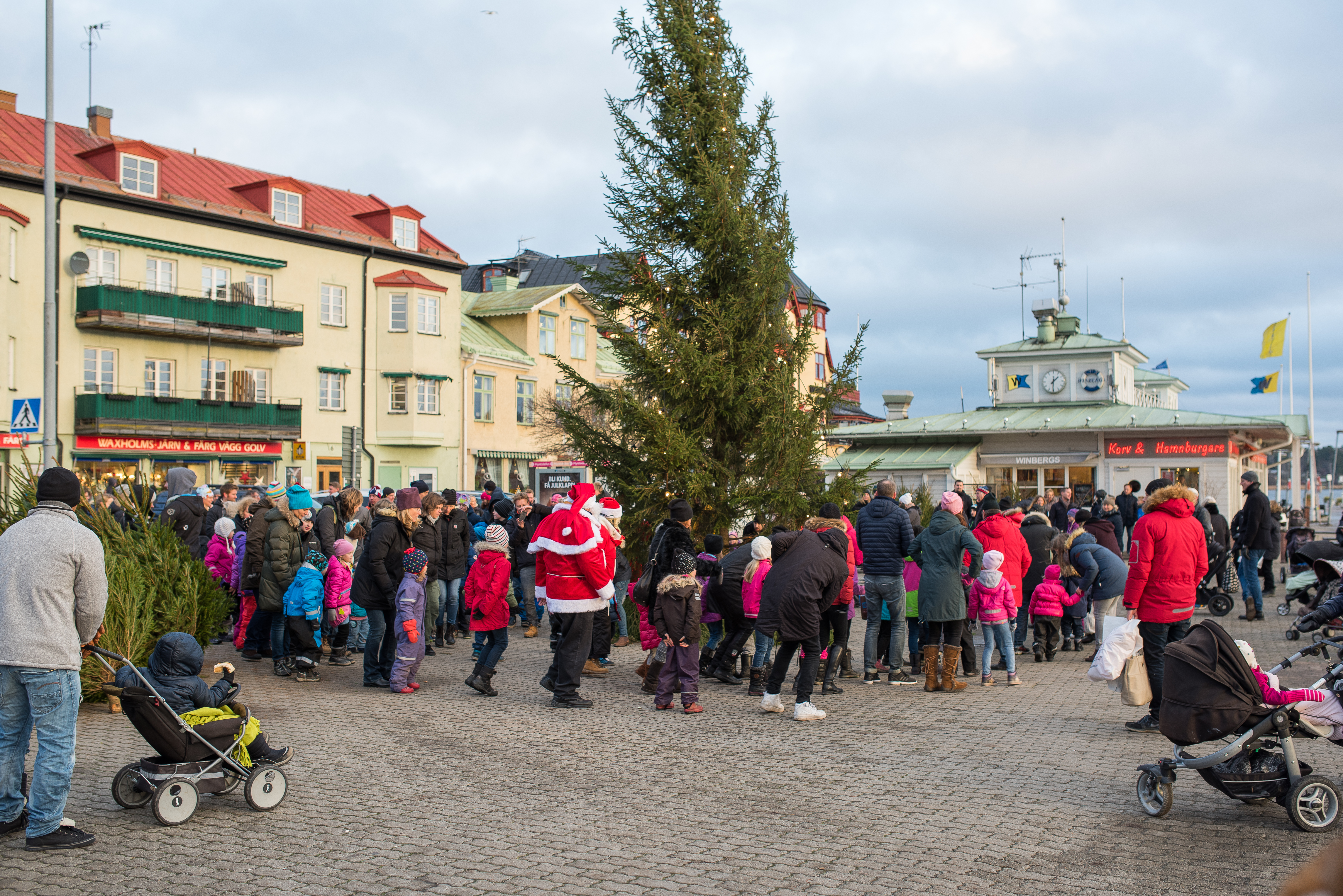
En julgran på ett torg.
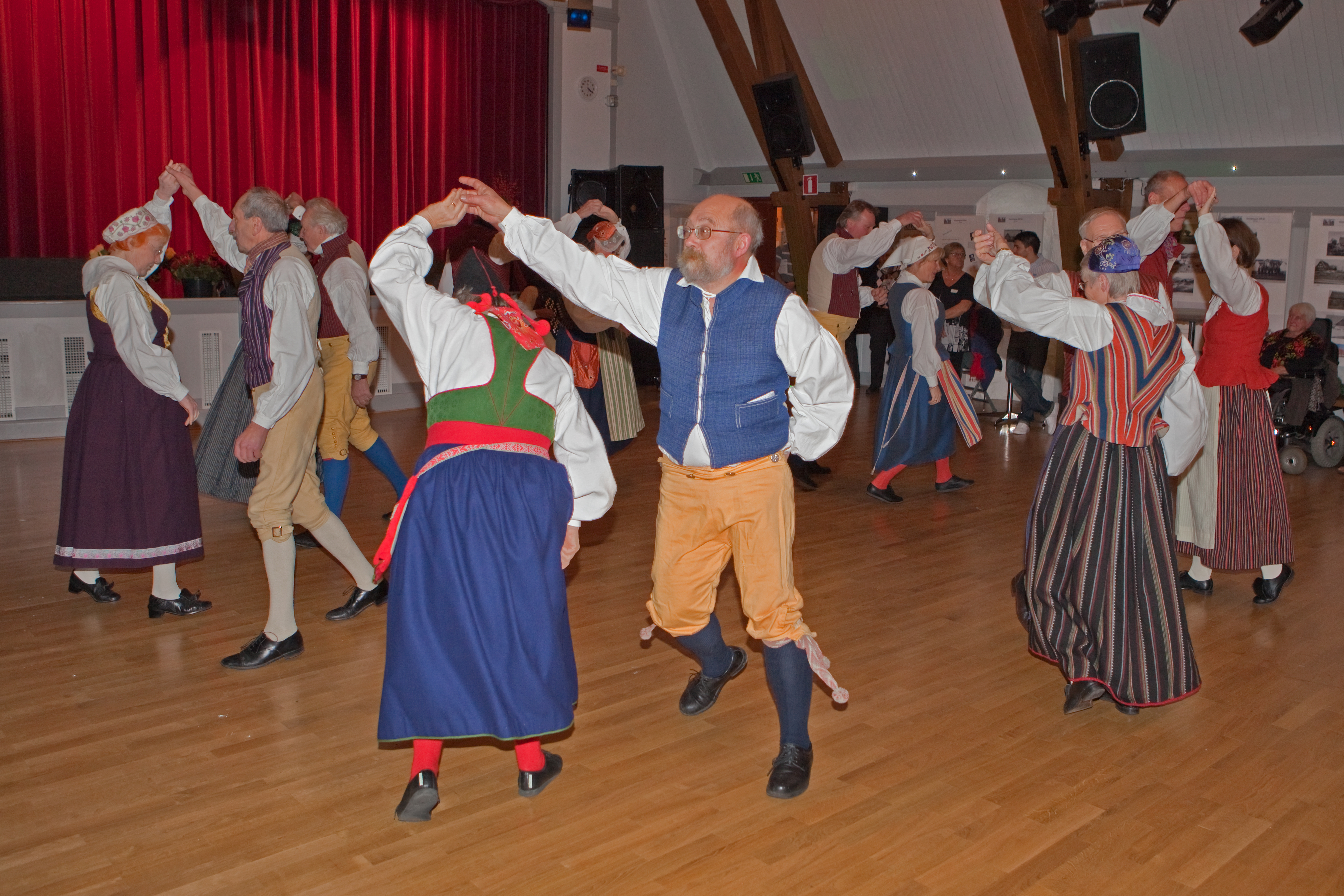
Juldans.
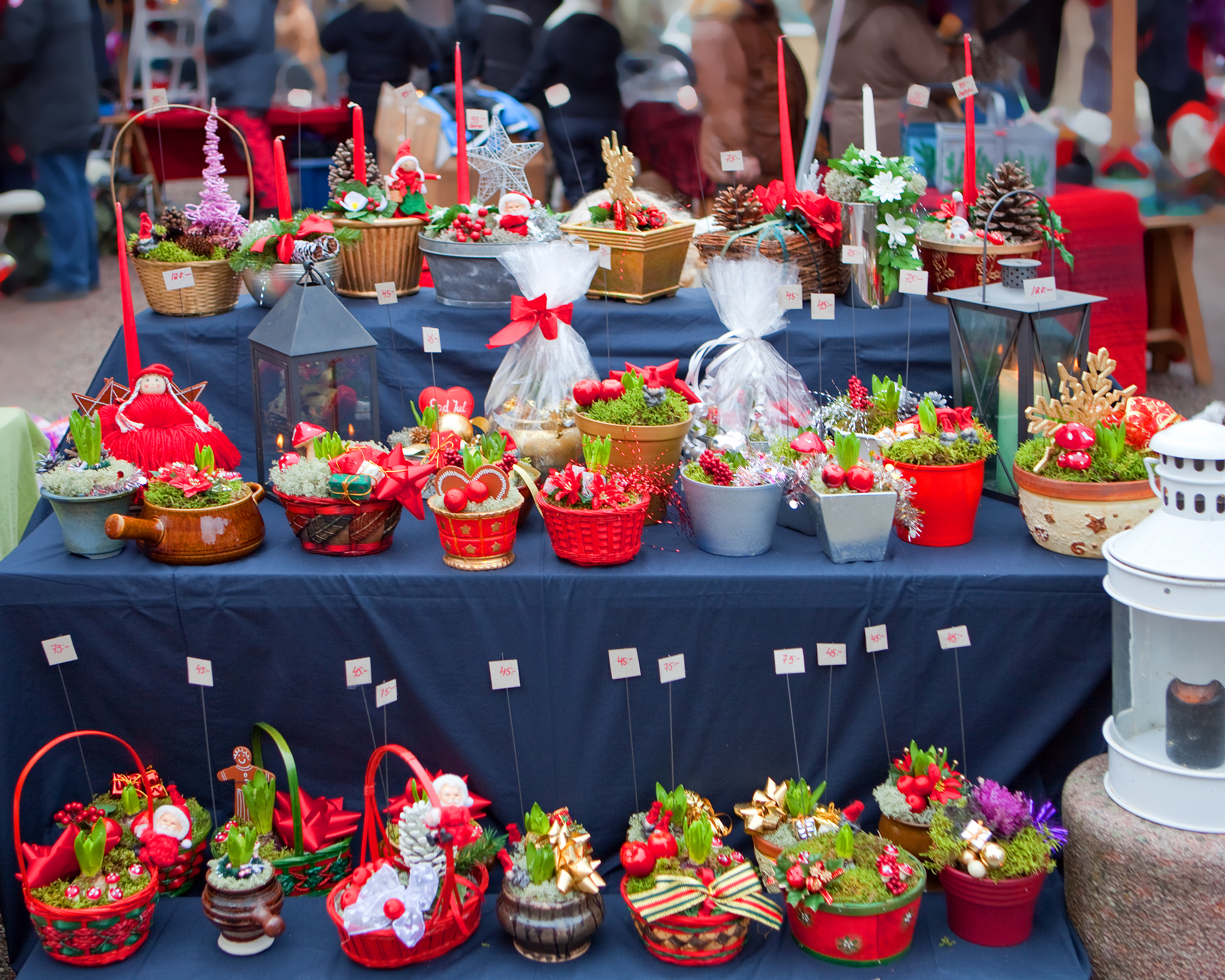
Produkter på en julmarknad.